# Gaston Van Volxem
Gaston Louis Van Volxem, född 24 april 1895 i Bryssel, var en belgisk ishockeyspelare. Han kom på delad femte plats vid OS i Antwerpen 1920 och på delad sjunde plats vid OS i Chamonix 1924.